# 堺市站
堺市站（日语：／ Sakaishi eki */?）是位於大阪府堺市堺區，屬於西日本旅客鐵道（JR西日本）阪和線的鐵路車站。車站編號為JR-R28。

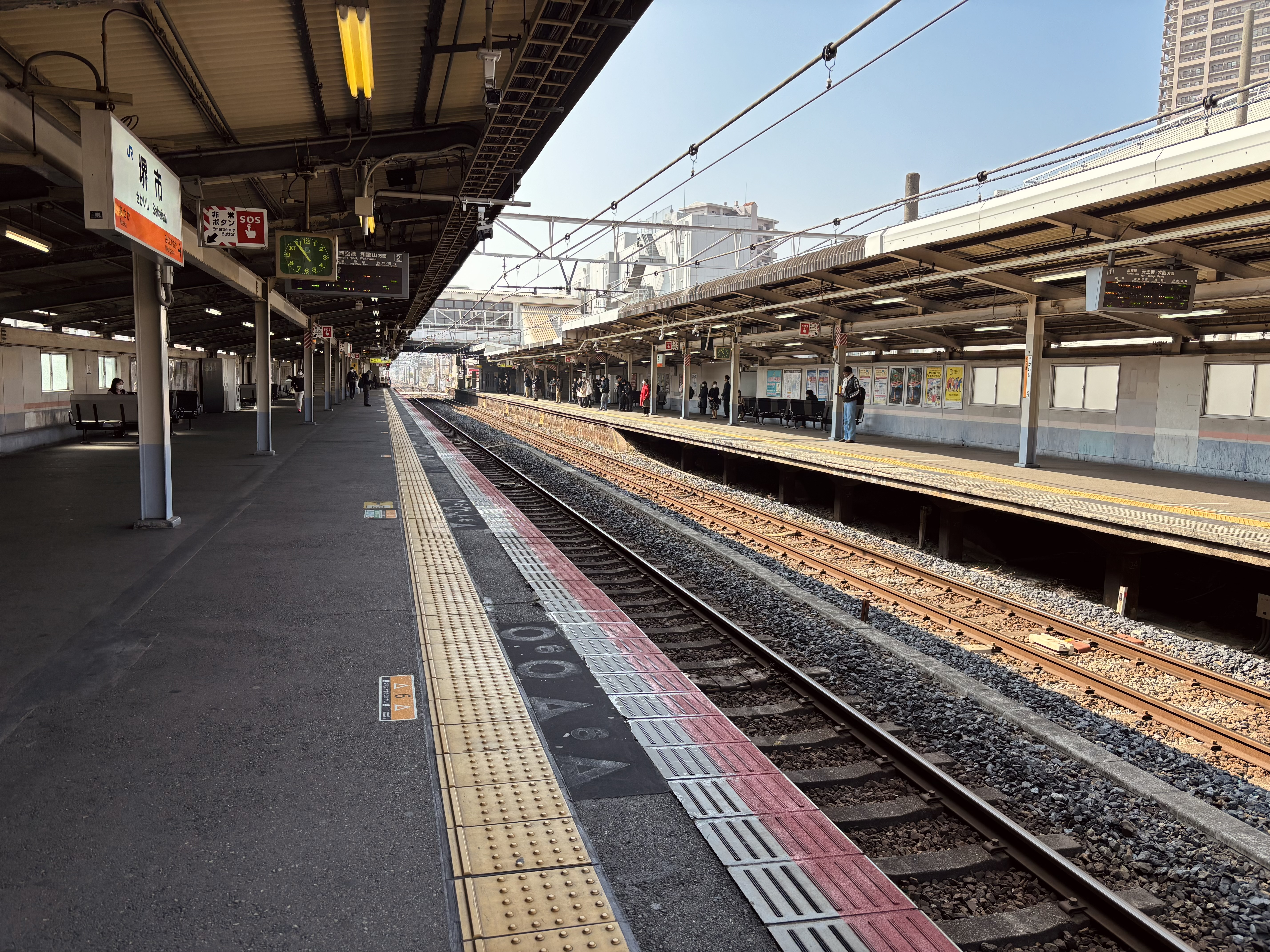
月台（2025年2月）

## 車站結構
本站為設有相對式月台2面2線的地面車站。

### 月台配置
| 月台 | 路線   | 方向 | 目的地                   |
| ---- | ------ | ---- | ------------------------ |
| 1    | 阪和線 | 上行 | 天王寺、大阪方向         |
| 2    | 阪和線 | 下行 | 鳳、關西機場、和歌山方向 |

## 使用情況
2017年度的1日平均上下車人次為12,057人。
近年1日平均上下車人次推移如下表｡
| 1970年（昭和45年） | 22,668 |
| 1975年（昭和50年） | 25,704 |
| 1980年（昭和55年） | 20,456 |
| 1985年（昭和60年） | 18,803 |
| 1988年（昭和63年） | 14,706 |
| 1989年（平成元年） | 14,225 |
| 1990年（平成02年） | 14,379 |
| 1991年（平成03年） | 14,277 |
| 1992年（平成04年） | 14,023 |
| 1993年（平成05年） | 13,936 |
| 1994年（平成06年） | 13,730 |
| 1995年（平成07年） | 13,878 |
| 1996年（平成08年） | 14,096 |
| 1997年（平成09年） | 13,863 |
| 1998年（平成10年） | 11,927 |
| 1999年（平成11年） | 12,225 |
| 2000年（平成12年） | 12,035 |
| 2001年（平成13年） | 12,032 |
| 2002年（平成14年） | 11,757 |
| 2003年（平成15年） | 11,844 |
| 2004年（平成16年） | 11,820 |
| 2005年（平成17年） | 11,730 |
| 2006年（平成18年） | 11,805 |
| 2007年（平成19年） | 11,836 |
| 2008年（平成20年） | 11,837 |
| 2009年（平成21年） | 11,728 |
| 2010年（平成22年） | 11,763 |
| 2011年（平成23年） | 11,849 |
| 2012年（平成24年） | 11,851 |
| 2013年（平成25年） | 11,978 |
| 2014年（平成26年） | 11,945 |
| 2015年（平成27年） | 12,160 |
| 2016年（平成28年） | 12,120 |
| 2017年（平成29年） | 12,057 |

## 相鄰車站
西日本旅客鐵道
 阪和線
■關空快速、■紀州路快速、■快速、■直通快速、■區間快速
天王寺（JR-R20）－堺市（JR-R28）－三國丘（JR-R29）
■普通
淺香（JR-R27）－堺市（JR-R28）－三國丘（JR-R29）

## 外部連結
- 堺市｜車站資訊：JR出門網 - 西日本旅客鐵道